# Eger tömegközlekedése
Eger tömegközlekedését a MÁV Személyszállítási Zrt. látja el 34 autóbusszal, 24 viszonylaton.

## Az egri helyi autóbuszközlekedés története
A vállalkozás több évtizedes múltra tekint vissza. A második világháborút követően, 1949-ben országszerte megalakult a szervezett teher- és autóbusz-közlekedés. A teherfuvarozás országos vállalata Teherautó Fuvarozási Nemzeti Vállalat néven, 1949-ben jött létre. 1949. április 1-jén hozták létre a MÁVAUT Autóbuszközlekedési Nemzeti Vállalat Egri Főnökségét. 1949. április 26-án jött létre a Teherautófuvarozási Nemzeti Vállalat Egri Főnöksége. 1950 júniusában megalakultak az önálló megyei TEFU Vállalatok, Egerben is, ezt 1953. október 1-jén összevonták a helyi MÁVAUT-tal, így létrejött a 32. sz. Autóközlekedési Vállalat (AKÖV).
1961. október 1-jén az „egy megye, egy vállalat” elv alapján létrejöttek a vegyesprofilú AKÖV-ök, Heves megyében a 4. sz. AKÖV. Ez 1967. január 1-jétől a MÁV darabárufuvarozási feladatait is átvette.
1965-ben adták át a Barkóczy utcai helyközi autóbusz-pályaudvart.
A Volán nevet országosan a szakma 1970-ben vette fel, amikor is a megyei és a fővárosi azonos profilú közlekedési vállalatok trösztté alakultak. A Volán Tröszt 1970. szeptember 1-jén jött létre, az egri vállalat új neve: Volán 4. sz. Vállalat.
A Volán Tröszt (az Autóközlekedési Vállalat jogutódja) képviselte Magyarországon a legnagyobb szervezett közúti fuvarozást és az ország egész területét átfogó autóbusz-közlekedést. 1982-ben a Volán Tröszt megszűnésével alakultak meg a megyei Volán-vállalatok, így Heves megye közlekedési vállalata is, mely 1983 júliusában vette fel a Mátra Volán nevet. 1984. január 1-jén alakult meg a Mátra Volán Egri Üzemegysége.

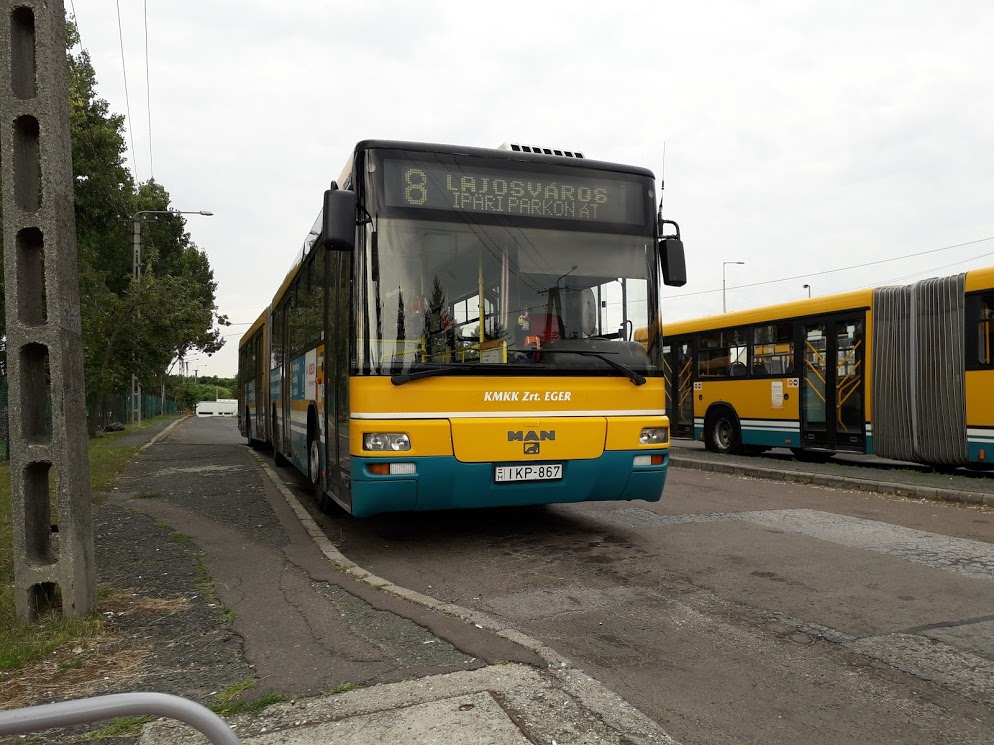
MAN csuklósbusz a korábbi 8-as járaton

1990-ben a Mátra Volán három egymástól független vállalattá vált. 1990. július 1-jén az Egri Üzemegységből létrejött az Agria Volán Vállalat (a Mátra Volán innentől Gyöngyös központú; a harmadik utódcég a Hatvani Volán) lett. E három vállalat végezte közösen Heves megye autóbusz-közlekedését. A szétválást követően az Agria Volán Vállalat működési területe Heves megye keleti felére terjedt ki.
A közlekedési, hírközlési és vízügyi miniszter az 1992. évi LIII. törvényben foglaltaknak megfelelően az államigazgatási felügyelet alatt álló Agria Volán Vállalatot 1992. december 31-i időponttal egyszemélyes részvénytársasággá alakította át zártkörű alapítással. Mivel az Rt. az Agria Volán Vállalat általános jogutódja, működési területe nem változott.
1993. január 1-jével a Közlekedési Miniszter létrehozta az Agria Volán Közlekedési Részvénytársaságot. 2006. január 1-jétől a társaság a helyi és a helyközi menetrend szerinti autóbusz-közlekedést közszolgáltatási szerződések megkötése alapján végzi az Agria Volán Rt. Mindkét szerződés 8 éves időtartamú, így 2012. december 31-ig biztosított a piacon maradás a társaság számára. 2006. január 25-től a társaság új neve Agria Volán Közlekedési Zártkörű Részvénytársaság (Agria Volán Zrt.)
Az Agria Volán 2015-ben beolvadt a KMKK Középkelet-magyarországi Közlekedési Központba (KMKK), majd 2019-ben az országos közlekedési vállalattá kiterjesztett Volánbuszba, amely 2025. január 1-től a MÁV Személyszállítási Zrt. része lett.

## Járműpark
2021-ig Ikarus 280-as típusú autóbuszok alkották a városi flotta gerincét, melyeket 2021 közepétől más megyékből átcsoportosított MAN SG 263-as és ARC 187.02 típusú autóbuszok váltottak. Mindkét típusból 6-6 került Egerbe áthelyezésre, az utóbbiak az alacsonypadlós állományt gyarapítják. Később az átcsoportosított MAN buszokat és az ARC buszok egy részét szintén más megyékből átcsoportosított Mercedes-Benz Conecto buszok váltották.

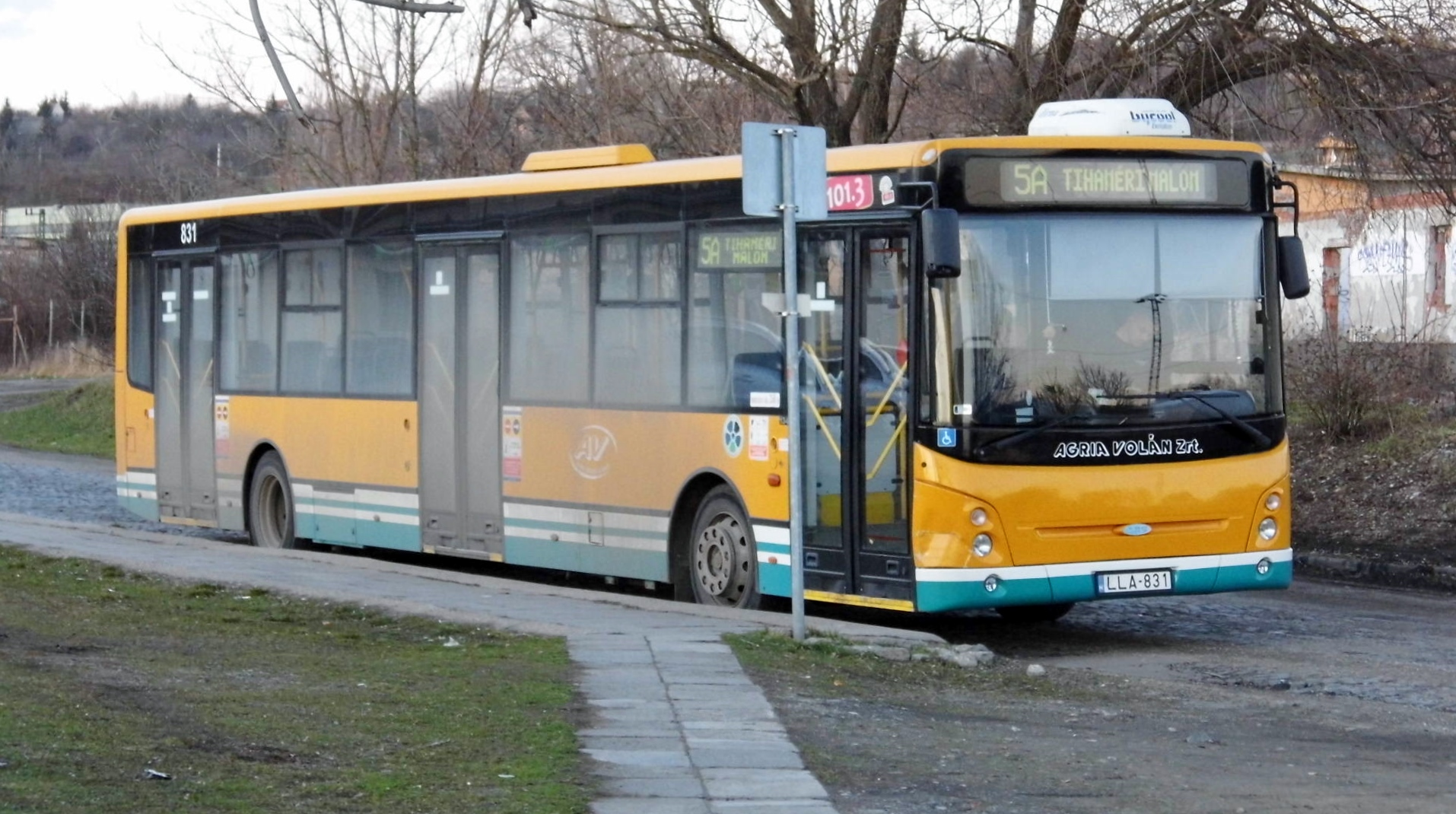
ARC 134 az 5A járaton

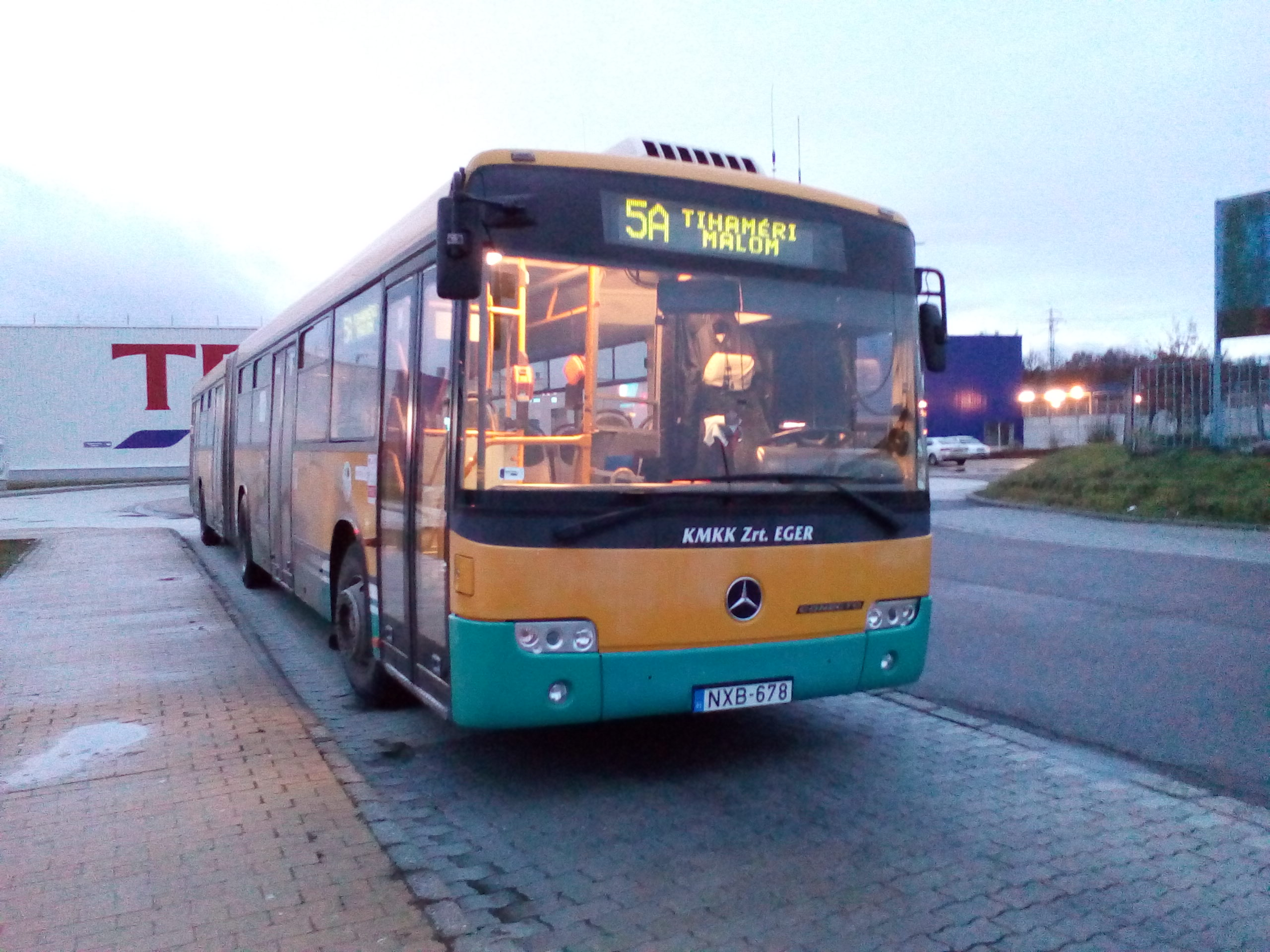
Mercedes-Benz Conecto O345G az 5A járaton a Tesconál

- 2 Mercedes-Benz Conecto LF alacsonypadlós szólóbusz (2007-2008) (KZR-279, KZR-284)
- 6 Mercedes-Benz Conecto O345G magaspadlós csuklósbusz (2004-2006) (NXB-678, FLZ-197, FLM-195, KEZ-564, KEZ-565, KEZ-566)
- 2 MAN Lion’s Classic G magaspadlós csuklósbusz (2006) (KAH-144, KHB-282)
- 3 Mercedes-Benz Citaro G alacsonypadlós csuklósbusz (2007-2008) (NOA-497, NOA-520, NOA-521)
- 2 ARC 187.02 alacsonypadlós csuklósbusz (2008) (KSF-245, KVV-398)
- 2 ARC 187.03 alacsonypadlós csuklósbusz (2008) (LHV-041, LHV-042)
- 2 ARC 134.03 alacsonypadlós szólóbusz (2008) (LLA-831, NOC-296)
- 4 Ikarus V134 alacsonypadlós szólóbusz (2010) (LMP-210, LWZ-972, NOC-285, NOC-286)
- 5 Mercedes-Benz Conecto alacsonypadlós szólóbusz (2019) (RIR-337, RIR-360, RIR-364, RIR-365, RIR-366)
- 6 BYD K9UD alacsonypadlós szólóbusz (2023) (AA-KZ 162, AA-KZ 163, AA-KZ 164, AA-KZ 165, AA-KZ 166, AA-KZ 167)

## Helyi vonalhálózat
A 2022. január 1-jén bevezetett hálózat:
| Jelzés | Útvonal                                                                      | Megjegyzés                                                                                              |
| ------ | ---------------------------------------------------------------------------- | --- |
| 2      | Szalapart út → Tihaméri malom → Sas út (Tinódi utca) → Szalapart út          | |
| 2A     | Szalapart út → Sas út (Tinódi utca) → Tihaméri malom → Szalapart út          | |
| 3A     | Lajosváros – Tihamér – Gárdonyi ház – Felsőváros – Tesco áruház              | |
| 4      | Lajosváros – Autóbusz-állomás – Bartakovics út – Felnémet – Berva            | |
| 5      | Agroker – Tihaméri malom – Széchenyi út – Felsőváros – Tesco áruház          | |
| 5A     | Tihaméri malom – Széchenyi út – Felsőváros – Tesco áruház                    | |
| 6      | Lajosváros – Tihaméri malom – Széchenyi út – Felsőváros – Tesco áruház       | |
| 7      | Vécsey völgy – Széchenyi út – Baktai út – Tesco áruház                       | |
| 7A     | Vécsey völgy – Széchenyi út – Baktai út                                      | |
| 11     | Lajosváros – Széchenyi út – Felnémet, Béke út                                | |
| 12     | Lajosváros – Széchenyi út – Tesco áruház                                     | |
| 13     | Lajosváros – Vörösmarty út – Tesco áruház                                    | |
| 14     | Lajosváros – Széchenyi út – Felnémet – Berva                                 | |
| 14E    | Lajosváros – Széchenyi út – Berva                                            | |
| 16     | Lajosváros – Tihaméri malom – Széchenyi út – Felsőváros – Felnémet (– Berva) | |
| 17     | Vécsey völgy – Széchenyi út – Baktai út – Iskola út – Tesco áruház           | |
| 112    | Ipari Park – Széchenyi út – Tesco áruház                                     | |
| 113    | Ipari Park – Vörösmarty út – Tesco áruház                                    | |
| 914    | Lajosváros – Tihaméri malom – Széchenyi út – Felnémet – Berva                | Éjszakai járat.                                                                                         |
| 3405   | Füzesabony, Vasútállomás – Eger, Hadnagy utca – Felsőtárkány, Csárda         | Helyi járatként igénybe vehető az Eger, Kistályai út – Eger, (Felnémet) Sánc út szakaszon.              |
| 3406   | Mezőkövesd, autóbusz-állomás – Eger, Tesco áruház                            | Helyi járatként igénybe vehető az Eger, Tihamér lakótelep – Eger, Tesco áruház szakaszon.               |
| 3410   | Ózd, autóbusz-állomás – Eger, Tompa utca                                     | Helyi járatként igénybe vehető az Eger, Tompa utca – Eger, (Felnémet) felsőtárkányi elágazás szakaszon. |
| 3414   | Maklár, Templom tér – Eger, Tompa utca – Felsőtárkány, Csárda                | Helyi járatként igénybe vehető az Eger, Kistályai út – Eger, (Felnémet) Sánc út szakaszon.              |
| 3454   | Egerszalók, Központ – Eger, Baktai út – Eger, Tesco áruház                   | Helyi járatként igénybe vehető az Eger, Egerszalóki út – Eger, Tesco áruház szakaszon.                  |